# Matthew Chau

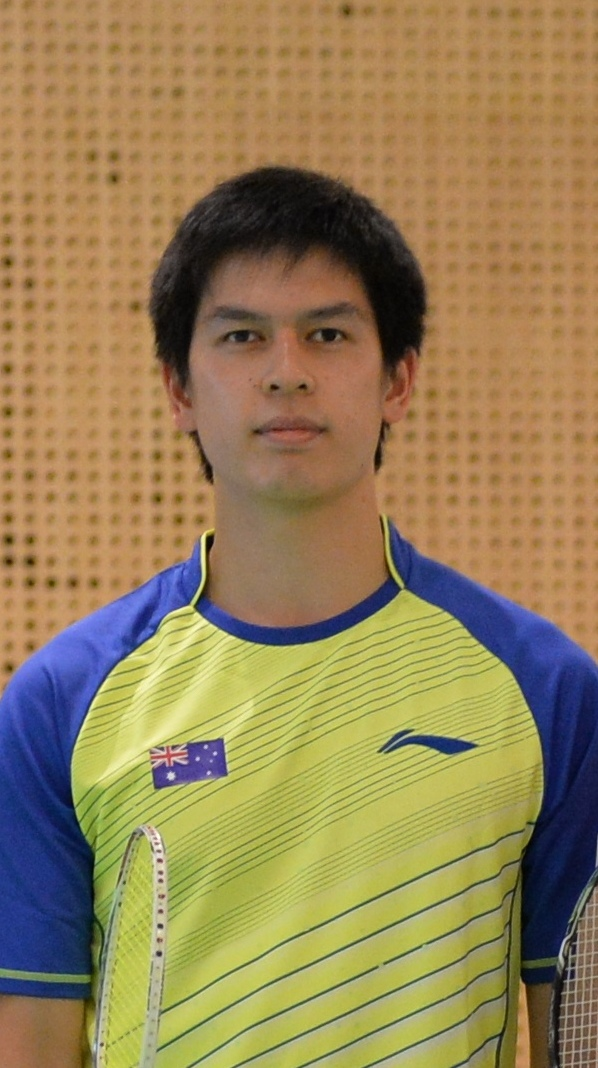
Matthew Chau, 2016

Matthew Chau (* 9. November 1994) ist ein australischer Badmintonspieler.

## Erfolge
Matthew Chau wurde 2015 Ozeanienmeister im Herrendoppel mit Sawan Serasinghe, wodurch sich beide für Olympia 2016 qualifizieren konnten. Dort schieden sie in der Vorrunde des Doppels aus.